# Twierdzenie Blocha
Twierdzenie Blocha – jedno z podstawowych twierdzeń w fizyce ciała stałego, mówiące o ogólnej postaci rozwiązania równania Schrödingera dla periodycznego potencjału. Autorem tego twierdzenia jest Felix Bloch.

## Teza
Funkcje falowe będące rozwiązaniem równania Schrödingera dla hamiltonianu
{\displaystyle {\hat {H}}={\frac {{\hat {\mathbf {p} }}^{2}}{2m}}+V(\mathbf {r} ),}
gdzie {\displaystyle V(\mathbf {r} )} jest potencjałem periodycznym, można wyrazić jako:
{\displaystyle \psi _{\mathbf {k} }(\mathbf {r} )=u_{\mathbf {k} }(\mathbf {r} )e^{i\mathbf {k} \mathbf {r} },}
gdzie:
- {\displaystyle \mathbf {k} } jest wektorem falowym,
- funkcje {\displaystyle u_{\mathbf {k} }(\mathbf {r} )} jest okresowa, tak jak periodyczność sieci krystalicznej, tzn. {\displaystyle u_{\mathbf {k} }(\mathbf {r} )=u_{\mathbf {k} }(\mathbf {r} +\mathbf {R} _{n}),} gdzie {\displaystyle \mathbf {R} _{n}} jest wektorem sieci.